# Građevinarstvo
Građevinarstvo ili građevina jedna je od primijenjenih znanosti, najstarija i najznačajnija grana tehnike. Građevinska se tehnika bavi poslovima potrebnim za građenje svih vrsta arhitektonskih zgrada, cesta, željezničkih pruga, mostova, tunela, vodovoda, kanalizacija, melioracijskih objekata, uređenjem vodotoka i iskorištavanjem vodnih snaga (hidrocentrale), elektrana i ostalih postrojenja za proizvodnju svih dobara. Osobu koja se bavi građevinarstvom naziva se građevinskim inženjerom.

## Bit građevinske tehnike
Građevinska tehnika je vještina kojom ljudi od izvornih ili prerađenih darova prirode osmišljeno (planirano) sastavljaju nove tvorevine povezane s tlom, odnosno fiksirane na zemlju, pa se njima koriste.
Prirodni materijali kao što su: kamen, drvo, zemlja (glina), ali i umjetni: opeka, vapno, beton i čelik, omogućuju osmišljeno povezivanje s tlom u jednu cjelinu koju nazivamo građevinskim objektom ili građevinom.

## Smjerovi građevinske tehnike
Prema vrsti i karakteru poslova razlikujemo dva glavna smjera ili ogranka građevinske tehnike.
U jednom se smjeru odvija građenje zgrada. Zgrade se ističu svojim glavnim dijelovima iznad zemlje, grade se dakle u vis, pa se građenje zgrada često naziva visokogradnja. Građenje zgrada se kod nas naziva i zgradarstvo, ali je arhitektura najuobičajeniji izraz.
S druge strane imamo građenje prometnica (ceste, željeznice, mostovi, tuneli) i hidrotehničkih građevina (vodovod, kanalizacija, hidrotehničke regulacije, melioracije, iskorištavanje vodnih snaga te plovnost rijeka i kanala). Spomenuti se objekti grade uglavnom pri samom tlu, iako nije pravilo. Takvo se građenje često naziva niskogradnja, a običajniji je naziv građevinarstvo.
Važno je napomenuti da strogo dijeljenje građevine i arhitekture nema previše smisla jer građevinarstvo obuhvaća mnogobrojne poslove za sve vrste građevina, dok arhitektura obuhvaća arhitektonsko projektiranje objekata visokogradnje. Dokaz stabilnosti i nosivosti arhitektonskog projekta izvodi građevinar u nastavku projektne dokumentacije. Isto tako, arhitekti bivaju potrebni za neke objekte niskogradnje. Bez obzira na smisao, ipak postoji ta podjela.
U prošlosti se poslovi niskogradnje i visokogradnje nisu diferencirali kao danas, nego je arhitektura obuhvaćala sve poslove graditeljstva tj. građevinske tehnike. Tek nedavno s obzirom na povijesnu kronologiju poslovi jednog i drugog ogranka toliko su se umnožili i razlučili da je građevinarstvo automatski postalo zaseban smjer. U nekim državama (npr. u Španjolskoj) i dalje se arhitektom naziva osoba koja ima znanje građevinskog inženjera pa može graditi ceste i mostove.

## Općenita podjela građevinske tehnike

### Visokogradnja
- stambeni objekti, tj. smjer obiteljske kuće, dvojni objekti, stambeni blokovi, stambene zgrade itd.
- javni (društveni) objekti, tj. smjer objekti zdravstva, kulture, administracije, trgovine, ugostiteljstva, prometa itd.
- gospodarski objekti, tj. smjer industrijski i poljoprivredni objekti.

### Niskogradnja
- Prometni smjer bavi se projektiranjem svih prometnica.
- Konstruktivni smjer bavi se projektiranjem i građenjem konstrukcija i/ili dimenzioniranjem (mostovi, brane, tuneli, silosi, vodotornjevi, gospodarske i druge zgrade).
- Hidro-tehnički smjer bavi se poslovima građenja i održavanja vodoopskrbnih, kanalizacijskih i vodoprivrednih objekata. Općenito hidro-tehnika sudjeluje u upravljanju vodnim resursima. U Hidro-tehnički smjer spadaju: hidrotehničke melioracije i hidrotehničke regulacije. Možemo reći da se hidrotehnika općenito bavi hidrotehničkim građevinama, hidrotehničkim sustavima i iskorištavanjem vodnih snaga uz vođenje računa o zaštiti okoliša što je u zadnje vrijeme popularizirano. Kako bismo mogli graditi hidrotehničke građevine od velike je važnosti poznavanje hidrologije kao znanstvene discipline te neizostavno poznavanje hidromehanike, odnosno mehanike tekućina.
- Geotehnički smjer bavi se projektiranjem i izvođenjem različitih zahvata u tlu kao što su: brane, nasipi, tuneli, klizišta, potporne konstrukcije, iskopi, usjeci, osiguranje građevinskih jama i odlagališta otpada. Geotehnika obuhvaća gotovo sve građevinske aktivnosti i ključna je u izvođenju skoro svih građevinskih objekata koji se temelje na tlu. Geotehnika kao građevinska disciplina oslanja se na mehaniku tla i mehaniku stijena.

## Važnost tehničkog crtanja u suvremenom komuniciranju
Kod osmišljavanja neke građevine, objekta ili konstrukcije stručnjak-projektant rješava zadatak na papiru prostoručnim skiciranjem olovkom. Prema usvojenoj prostoručnoj skici elementa ili objekta projektant izrađuje konačan crtež ili nacrt po pravilima tehničkog crtanja. Nacrti moraju biti grafički prikazani tako da ih drugi izvođači, obrtnici, poduzetnici i sl. mogu točno razumjeti i na osnovu crteža izraditi objekt kako ga je projektant zamislio.
Može se reći da su tehnički crteži neka vrsta međunarodnog pisma koje stručnjaci mogu napisati, čitati i razumjeti. Prema tome, tehnički crtež mora biti jasan, uredan, precizan i nadasve točan.

## Fakulteti i škole graditeljske struke u Republici Hrvatskoj
Nastavni planovi za graditeljske tehničke škole obuhvaćaju zanimanja arhitektonskog i građevinskog tehničara. Oba su zanimanja zaokružena i omogućuju uključivanje na tržište rada tj. zapošljavanje, kao i nastavak obrazovanja.
U Hrvatskoj postoje škole u više gradova graditeljskog tipa zvanja. Takve se škole nalaze u Zagrebu, Splitu, Rijeci, Čakovcu, Vinkovcima, Karlovcu, Šibeniku, Zadru, Puli...
Obrazovanje se u ovom smjeru može nastaviti i na višem stupnju i to na;
Građevinskom fakultetu Sveučilišta u Zagrebu, Arhitektonskom fakultetu Sveučilišta u Zagrebu, Fakultetu građevinarstva, arhitekture i geodezije Sveučilišta u Splitu, Građevinskom fakultetu Sveučilišta u Rijeci i Građevinskom fakultetu Sveučilišta u Osijeku.

## Vanjske poveznice
- niskogradnja Hrvatska tehnička enciklopedija, portal hrvatske tehničke baštine. LZMK

- građevinarstvo Hrvatska tehnička enciklopedija, portal hrvatske tehničke baštine. LZMK